# Connecticut kongresszusi delegációinak listája
Ez a lista az Amerikai Egyesült Államok Connecticut államának szenátorait, illetve képviselőházi képviselőit sorolja föl. Bár Connecticut első európai telepesei hollandok voltak, az első nagyobb településeket – Connecticut, Saybrook, New Haven - angolok alapították az 1630-as években, Thomas Hooker vezetésével. 1662-ben a különálló kolóniák királyi statútum alatt egyesültek, ezzel Connecticut koronagyarmattá vált. A gyarmat egyike volt annak a 13 gyarmatnak, amely fellázadt a brit uralom ellen az amerikai függetlenségi háború során. Az akkor alakuló Egyesült Államokhoz ötödikként 1788. január 9-én csatlakozott.
A képviselőket két évente választják meg, a szenátorok közül az egyik az 1., a második pedig a 3. osztály tagja.

## Jelenlegi delegáció

### Szenátorok
| Richard Blumenthal szenátor (D) | Chris Murphy szenátor (D) |

### Képviselők
| Az Amerikai Egyesült Államok 115. kongresszusa képviselőházi tagjainak listája | Az Amerikai Egyesült Államok 115. kongresszusa képviselőházi tagjainak listája | Az Amerikai Egyesült Államok 115. kongresszusa képviselőházi tagjainak listája | Az Amerikai Egyesült Államok 115. kongresszusa képviselőházi tagjainak listája | Az Amerikai Egyesült Államok 115. kongresszusa képviselőházi tagjainak listája | Az Amerikai Egyesült Államok 115. kongresszusa képviselőházi tagjainak listája | Az Amerikai Egyesült Államok 115. kongresszusa képviselőházi tagjainak listája | Az Amerikai Egyesült Államok 115. kongresszusa képviselőházi tagjainak listája |
| Körzet                                                                         | Kép                                                                            | Képviselő                                                                      | Párt                                                                           | Körzet székhelye                                                               | Körzet térképe                                                                 | Hivatali idő kezdete                                                           | Képviselő születési éve                                                        |
| ------------------------------------------------------------------------------ | ------------------------------------------------------------------------------ | ------------------------------------------------------------------------------ | ------------------------------------------------------------------------------ | ------------------------------------------------------------------------------ | ------------------------------------------------------------------------------ | ------------------------------------------------------------------------------ | ------------------------------------------------------------------------------ |
| 1.                                                                             |                                                                                | John B. Larson                                                                 |                                                                                | East Hartford                                                                  |                                                                                | 1999                                                                           | 1948                                                                           |
| 2.                                                                             |                                                                                | Joe Courtney                                                                   |                                                                                | Vernon                                                                         |                                                                                | 2007                                                                           | 1953                                                                           |
| 3.                                                                             |                                                                                | Rosa DeLauro                                                                   |                                                                                | New Haven                                                                      |                                                                                | 1991                                                                           | 1943                                                                           |
| 4.                                                                             |                                                                                | Jim Himes                                                                      |                                                                                | Cos Cob                                                                        |                                                                                | 2009                                                                           | 1966                                                                           |
| 5.                                                                             |                                                                                | Elizabeth Esty                                                                 |                                                                                | Cheshire                                                                       |                                                                                | 2013                                                                           | 1959                                                                           |

## Connecticut korábbi szenátorai
| 1. osztály                          | Kongresszus                          | 3. osztály                          |
| ----------------------------------- | ------------------------------------ | ----------------------------------- |
| Oliver Ellsworth (Pro-Admin)        | Az USA 1. kongresszusa (1789–1791)   | William S. Johnson (Pro-Admin)      |
| Oliver Ellsworth (Pro-Admin)        | Az USA 2. kongresszusa (1791–1793)   | William S. Johnson (Pro-Admin)      |
| Oliver Ellsworth (Pro-Admin)        | Roger Sherman (Pro-Admin)            |                                     |
| Oliver Ellsworth (Pro-Admin)        | Az USA 3. kongresszusa (1793–1795)   |                                     |
| Oliver Ellsworth (Pro-Admin)        | Stephen M. Mitchell (Pro-Admin)      |                                     |
| Oliver Ellsworth (Pro-Admin)        | Az USA 4. kongresszusa (1795–1797)   | Jonathan Trumbull, Jr. (F)          |
| James Hillhouse (F)                 | Az USA 4. kongresszusa (1795–1797)   | Uriah Tracy (F)                     |
| James Hillhouse (F)                 | Az USA 5. kongresszusa (1797–1799)   | Uriah Tracy (F)                     |
| James Hillhouse (F)                 | Az USA 6. kongresszusa (1799–1801)   | Uriah Tracy (F)                     |
| James Hillhouse (F)                 | Az USA 7. kongresszusa (1801–1803)   | Uriah Tracy (F)                     |
| James Hillhouse (F)                 | Az USA 8. kongresszusa (1803–1805)   | Uriah Tracy (F)                     |
| James Hillhouse (F)                 | Az USA 9. kongresszusa (1805–1807)   | Uriah Tracy (F)                     |
| James Hillhouse (F)                 | Az USA 10. kongresszusa (1807–1809)  | Uriah Tracy (F)                     |
| James Hillhouse (F)                 | Chauncey Goodrich (F)                |                                     |
| James Hillhouse (F)                 | Az USA 11. kongresszusa (1809–1811)  |                                     |
| Samuel W. Dana (F)                  |                                      |                                     |
| Az USA 12. kongresszusa (1811–1813) |                                      |                                     |
| Az USA 13. kongresszusa (1813–1815) |                                      |                                     |
| David Daggett (F)                   |                                      |                                     |
| Az USA 14. kongresszusa (1815–1817) |                                      |                                     |
| Az USA 15. kongresszusa (1817–1819) |                                      |                                     |
| Az USA 16. kongresszusa (1819–1821) | James Lanman (D-R)                   |                                     |
| Elijah Boardman (D-R)               | James Lanman (D-R)                   | Az USA 17. kongresszusa (1821–1823) |
| Elijah Boardman (D-R)               | James Lanman (D-R)                   | Az USA 18. kongresszusa (1823–1825) |
| Henry W. Edwards (D-R)              | James Lanman (D-R)                   |                                     |
| Az USA 19. kongresszusa (1825–1827) | Calvin Willey (Adams)                |                                     |
| Samuel A. Foot (Anti-J)             | Calvin Willey (Adams)                | Az USA 20. kongresszusa (1827–1829) |
| Samuel A. Foot (Anti-J)             | Calvin Willey (Adams)                | Az USA 21. kongresszusa (1829–1831) |
| Samuel A. Foot (Anti-J)             | Az USA 22. kongresszusa (1831–1833)  | Gideon Tomlinson (Anti-J)           |
| Nath Smith (W)                      | Az USA 23. kongresszusa (1833–1835)  | Gideon Tomlinson (Anti-J)           |
| Nath Smith (W)                      | Az USA 24. kongresszusa (1835–1837)  | Gideon Tomlinson (Anti-J)           |
| John M. Niles (D-R)                 |                                      | Gideon Tomlinson (Anti-J)           |
| Az USA 25. kongresszusa (1837–1839) | Perry Smith (D)                      |                                     |
| Thaddeus Betts (W)                  | Perry Smith (D)                      | Az USA 26. kongresszusa (1839–1841) |
| Jabez W. Huntington (W)             | Perry Smith (D)                      | Az USA 26. kongresszusa (1839–1841) |
| Az USA 27. kongresszusa (1841–1843) | Perry Smith (D)                      |                                     |
| Az USA 28. kongresszusa (1843–1845) | John M. Niles (D)                    |                                     |
| Az USA 29. kongresszusa (1845–1847) | John M. Niles (D)                    |                                     |
| Az USA 30. kongresszusa (1847–1849) | John M. Niles (D)                    |                                     |
| Roger S. Baldwin (W)                | John M. Niles (D)                    |                                     |
| Az USA 31. kongresszusa (1849–1851) | Truman Smith (W)                     |                                     |
| Isaac Toucey (D)                    | Truman Smith (W)                     | Az USA 32. kongresszusa (1851–1853) |
| Isaac Toucey (D)                    | Truman Smith (W)                     | Az USA 33. kongresszusa (1853–1855) |
| Isaac Toucey (D)                    | Francis Gillette (FS)                |                                     |
| Isaac Toucey (D)                    | Az USA 34. kongresszusa (1855–1857)  | Lafayette S. Foster (O)             |
| James Dixon (R)                     | Az USA 35. kongresszusa (1857–1859)  | Lafayette S. Foster (O)             |
| James Dixon (R)                     | Az USA 36. kongresszusa (1859–1861)  | Lafayette S. Foster (O)             |
| James Dixon (R)                     | Az USA 37. kongresszusa (1861–1863)  | Lafayette S. Foster (O)             |
| James Dixon (R)                     | Az USA 38. kongresszusa (1863–1865)  | Lafayette S. Foster (O)             |
| James Dixon (R)                     | Az USA 39. kongresszusa (1865–1867)  | Lafayette S. Foster (O)             |
| James Dixon (R)                     | Az USA 40. kongresszusa (1867–1869)  | Orris S. Ferry (R)                  |
| William A. Buckingham (R)           | Az USA 41. kongresszusa (1869–1871)  | Orris S. Ferry (R)                  |
| William A. Buckingham (R)           | Az USA 42. kongresszusa (1871–1873)  | Orris S. Ferry (R)                  |
| William A. Buckingham (R)           | Az USA 43. kongresszusa (1873–1875)  | Orris S. Ferry (R)                  |
| William W. Eaton (D)                |                                      | Orris S. Ferry (R)                  |
| Az USA 44. kongresszusa (1875–1877) |                                      | Orris S. Ferry (R)                  |
| James E. English (D)                |                                      |                                     |
| William H. Barnum (D)               |                                      |                                     |
| Az USA 45. kongresszusa (1877–1879) |                                      |                                     |
| Az USA 46. kongresszusa (1879–1881) | Orville H. Platt (R)                 |                                     |
| Joseph R. Hawley (R)                | Orville H. Platt (R)                 | Az USA 47. kongresszusa (1881–1883) |
| Joseph R. Hawley (R)                | Orville H. Platt (R)                 | Az USA 48. kongresszusa (1883–1885) |
| Joseph R. Hawley (R)                | Orville H. Platt (R)                 | Az USA 49. kongresszusa (1885–1887) |
| Joseph R. Hawley (R)                | Orville H. Platt (R)                 | Az USA 50. kongresszusa (1887–1889) |
| Joseph R. Hawley (R)                | Orville H. Platt (R)                 | Az USA 51. kongresszusa (1889–1891) |
| Joseph R. Hawley (R)                | Orville H. Platt (R)                 | Az USA 52. kongresszusa (1891–1893) |
| Joseph R. Hawley (R)                | Orville H. Platt (R)                 | Az USA 53. kongresszusa (1893–1895) |
| Joseph R. Hawley (R)                | Orville H. Platt (R)                 | Az USA 54. kongresszusa (1895–1897) |
| Joseph R. Hawley (R)                | Orville H. Platt (R)                 | Az USA 55. kongresszusa (1897–1899) |
| Joseph R. Hawley (R)                | Orville H. Platt (R)                 | Az USA 56. kongresszusa (1899–1901) |
| Joseph R. Hawley (R)                | Orville H. Platt (R)                 | Az USA 57. kongresszusa (1901–1903) |
| Joseph R. Hawley (R)                | Orville H. Platt (R)                 | Az USA 58. kongresszusa (1903–1905) |
| Morgan G. Bulkeley (R)              | Az USA 59. kongresszusa (1905–1907)  | Frank B. Brandegee (R)              |
| Morgan G. Bulkeley (R)              | Az USA 60. kongresszusa (1907–1909)  | Frank B. Brandegee (R)              |
| Morgan G. Bulkeley (R)              | Az USA 61. kongresszusa (1909–1911)  | Frank B. Brandegee (R)              |
| George P. McLean (R)                | Az USA 62. kongresszusa (1911–1913)  | Frank B. Brandegee (R)              |
| George P. McLean (R)                | Az USA 63. kongresszusa (1913–1915)  | Frank B. Brandegee (R)              |
| George P. McLean (R)                | Az USA 64. kongresszusa (1915–1917)  | Frank B. Brandegee (R)              |
| George P. McLean (R)                | Az USA 65. kongresszusa (1917–1919)  | Frank B. Brandegee (R)              |
| George P. McLean (R)                | Az USA 66. kongresszusa (1919–1921)  | Frank B. Brandegee (R)              |
| George P. McLean (R)                | Az USA 67. kongresszusa (1921–1923)  | Frank B. Brandegee (R)              |
| George P. McLean (R)                | Az USA 68. kongresszusa (1923–1925)  | Frank B. Brandegee (R)              |
| George P. McLean (R)                | Hiram Bingham III (R)                |                                     |
| George P. McLean (R)                | Az USA 69. kongresszusa (1925–1927)  |                                     |
| George P. McLean (R)                | Az USA 70. kongresszusa (1927–1929)  |                                     |
| Frederic C. Walcott (R)             | Az USA 71. kongresszusa (1929–1931)  |                                     |
| Frederic C. Walcott (R)             | Az USA 72. kongresszusa (1931–1933)  |                                     |
| Frederic C. Walcott (R)             | Az USA 73. kongresszusa (1933–1935)  | Augustine Lonergan (D)              |
| Francis T. Maloney (D)              | Az USA 74. kongresszusa (1935–1937)  | Augustine Lonergan (D)              |
| Francis T. Maloney (D)              | Az USA 75. kongresszusa (1937–1939)  | Augustine Lonergan (D)              |
| Francis T. Maloney (D)              | Az USA 76. kongresszusa (1939–1941)  | John A. Danaher (R)                 |
| Francis T. Maloney (D)              | Az USA 77. kongresszusa (1941–1943)  | John A. Danaher (R)                 |
| Francis T. Maloney (D)              | Az USA 78. kongresszusa (1943–1945)  | John A. Danaher (R)                 |
| Francis T. Maloney (D)              | Az USA 79. kongresszusa (1945–1947)  | Brien McMahon (D)                   |
| Thomas C. Hart (R)                  | Az USA 79. kongresszusa (1945–1947)  | Brien McMahon (D)                   |
| Raymond E. Baldwin (R)              | Az USA 79. kongresszusa (1945–1947)  | Brien McMahon (D)                   |
| Az USA 80. kongresszusa (1947–1949) |                                      | Brien McMahon (D)                   |
| Az USA 81. kongresszusa (1949–1951) |                                      | Brien McMahon (D)                   |
| William Benton (D)                  |                                      | Brien McMahon (D)                   |
| Az USA 82. kongresszusa (1951–1953) |                                      | Brien McMahon (D)                   |
| William A. Purtell (R)              |                                      |                                     |
| Prescott Bush (R)                   |                                      |                                     |
| William A. Purtell (R)              | Az USA 83. kongresszusa (1953–1955)  |                                     |
| William A. Purtell (R)              | Az USA 84. kongresszusa (1955–1957)  |                                     |
| William A. Purtell (R)              | Az USA 85. kongresszusa (1957–1959)  |                                     |
| Th. J. Dodd (D)                     | Az USA 86. kongresszusa (1959–1961)  |                                     |
| Th. J. Dodd (D)                     | Az USA 87. kongresszusa (1961–1963)  |                                     |
| Th. J. Dodd (D)                     | Az USA 88. kongresszusa (1963–1965)  | Abraham A. Ribicoff (D)             |
| Th. J. Dodd (D)                     | Az USA 89. kongresszusa (1965–1967)  | Abraham A. Ribicoff (D)             |
| Th. J. Dodd (D)                     | Az USA 90. kongresszusa (1967–1969)  | Abraham A. Ribicoff (D)             |
| Th. J. Dodd (D)                     | Az USA 91. kongresszusa (1969–1971)  | Abraham A. Ribicoff (D)             |
| Lowell P. Weicker, Jr. (R)          | Az USA 92. kongresszusa (1971–1973)  | Abraham A. Ribicoff (D)             |
| Lowell P. Weicker, Jr. (R)          | Az USA 93. kongresszusa (1973–1975)  | Abraham A. Ribicoff (D)             |
| Lowell P. Weicker, Jr. (R)          | Az USA 94. kongresszusa (1975–1977)  | Abraham A. Ribicoff (D)             |
| Lowell P. Weicker, Jr. (R)          | Az USA 95. kongresszusa (1977–1979)  | Abraham A. Ribicoff (D)             |
| Lowell P. Weicker, Jr. (R)          | Az USA 96. kongresszusa (1979–1981)  | Abraham A. Ribicoff (D)             |
| Lowell P. Weicker, Jr. (R)          | Az USA 97. kongresszusa (1981–1983)  | Christopher Dodd (D)                |
| Lowell P. Weicker, Jr. (R)          | Az USA 98. kongresszusa (1983–1985)  | Christopher Dodd (D)                |
| Lowell P. Weicker, Jr. (R)          | Az USA 99. kongresszusa (1985–1987)  | Christopher Dodd (D)                |
| Lowell P. Weicker, Jr. (R)          | Az USA 100. kongresszusa (1987–1989) | Christopher Dodd (D)                |
| Joseph Lieberman (D)                | Az USA 101. kongresszusa (1989–1991) | Christopher Dodd (D)                |
| Joseph Lieberman (D)                | Az USA 102. kongresszusa (1991–1993) | Christopher Dodd (D)                |
| Joseph Lieberman (D)                | Az USA 103. kongresszusa (1993–1995) | Christopher Dodd (D)                |
| Joseph Lieberman (D)                | Az USA 104. kongresszusa (1995–1997) | Christopher Dodd (D)                |
| Joseph Lieberman (D)                | Az USA 105. kongresszusa (1997–1999) | Christopher Dodd (D)                |
| Joseph Lieberman (D)                | Az USA 106. kongresszusa (1999–2001) | Christopher Dodd (D)                |
| Joseph Lieberman (D)                | Az USA 107. kongresszusa (2001–2003) | Christopher Dodd (D)                |
| Joseph Lieberman (D)                | Az USA 108. kongresszusa (2003–2005) | Christopher Dodd (D)                |
| Joseph Lieberman (D)                | Az USA 109. kongresszusa (2005–2007) | Christopher Dodd (D)                |
| Joseph Lieberman (Független)        | Az USA 110. kongresszusa (2007–2009) | Christopher Dodd (D)                |
| Joseph Lieberman (Független)        | Az USA 111. kongresszusa (2009–2011) | Christopher Dodd (D)                |
| Joseph Lieberman (Független)        | Az USA 112. kongresszusa (2011–2013) | Richard Blumenthal (D)              |
| Chris Murphy (D)                    | Az USA 113. kongresszusa (2013–2015) | Richard Blumenthal (D)              |
| Chris Murphy (D)                    | Az USA 114. kongresszusa (2015–2017) | Richard Blumenthal (D)              |

## A képviselőház korábbi tagjai

### Állami szinten (listán) elnyerhető székek (1789-1837)
| Kongresszus                         | Kongresszus                         | A képviselői helyeket állami szinten osztották ki | A képviselői helyeket állami szinten osztották ki | A képviselői helyeket állami szinten osztották ki | A képviselői helyeket állami szinten osztották ki | A képviselői helyeket állami szinten osztották ki | A képviselői helyeket állami szinten osztották ki | A képviselői helyeket állami szinten osztották ki |
| Kongresszus                         | Kongresszus                         | 1. szék                                           | 2. szék                                           | 3. szék                                           | 4. szék                                           | 5. szék                                           | 6. szék                                           | 7. szék                                           |
| ----------------------------------- | ----------------------------------- | ------------------------------------------------- | ------------------------------------------------- | ------------------------------------------------- | ------------------------------------------------- | ------------------------------------------------- | ------------------------------------------------- | ------------------------------------------------- |
| Az USA 1. kongresszusa (1789–1791)  | Az USA 1. kongresszusa (1789–1791)  | Benjamin Huntington (Pro-Admin)                   | Roger Sherman (Pro-Admin)                         | Jonathan Sturges (Pro-Admin)                      | Jonathan Trumbull, Jr. (Pro-Admin)                | Jeremiah Wadsworth (Pro-Admin)                    |                                                   |                                                   |
| Az USA 2. kongresszusa (1791–1793)  | Az USA 2. kongresszusa (1791–1793)  | James Hillhouse (Pro-Admin)                       | Amasa Learned (Pro-Admin)                         | Jonathan Sturges (Pro-Admin)                      | Jonathan Trumbull, Jr. (Pro-Admin)                | Jeremiah Wadsworth (Pro-Admin)                    |                                                   |                                                   |
| Az USA 3. kongresszusa (1793–1795)  | Az USA 3. kongresszusa (1793–1795)  | James Hillhouse (Pro-Admin)                       | Amasa Learned (Pro-Admin)                         | Joshua Coit (P)                                   | Jonathan Trumbull, Jr. (Pro-Admin)                | Jeremiah Wadsworth (Pro-Admin)                    | Zephariah Swift (P)                               | Uriah Tracy (P)                                   |
| Az USA 4. kongresszusa (1795–1797)  | Az USA 4. kongresszusa (1795–1797)  | James Hillhouse (F)                               | Chauncey Goodrich (F)                             | Joshua Coit (F)                                   | Roger Griswold (F)                                | Nathaniel Smith (F)                               | Zephariah Swift (F)                               | Uriah Tracy (F)                                   |
| Az USA 4. kongresszusa (1795–1797)  | Az USA 4. kongresszusa (1795–1797)  | James Davenport (F)                               | Chauncey Goodrich (F)                             | Joshua Coit (F)                                   | Roger Griswold (F)                                | Nathaniel Smith (F)                               | Zephariah Swift (F)                               | Samuel W. Dana (F)                                |
| Az USA 5. kongresszusa (1797–1799)  | Az USA 5. kongresszusa (1797–1799)  | James Davenport (F)                               | Chauncey Goodrich (F)                             | Joshua Coit (F)                                   | Roger Griswold (F)                                | Nathaniel Smith (F)                               | John Allen (F)                                    | Samuel W. Dana (F)                                |
| Az USA 5. kongresszusa (1797–1799)  | Az USA 5. kongresszusa (1797–1799)  | William Edmond (F)                                | Chauncey Goodrich (F)                             | Jonathan Brace (F)                                | Roger Griswold (F)                                | Nathaniel Smith (F)                               | John Allen (F)                                    | Samuel W. Dana (F)                                |
| Az USA 6. kongresszusa (1799–1801)  | Az USA 6. kongresszusa (1799–1801)  | William Edmond (F)                                | Chauncey Goodrich (F)                             | Jonathan Brace (F)                                | Roger Griswold (F)                                | Elizur Goodrich (F)                               | John Davenport (F)                                | Samuel W. Dana (F)                                |
| Az USA 6. kongresszusa (1799–1801)  | Az USA 6. kongresszusa (1799–1801)  | William Edmond (F)                                | Chauncey Goodrich (F)                             | John Cotton Smith (F)                             | Roger Griswold (F)                                | Elizur Goodrich (F)                               | John Davenport (F)                                | Samuel W. Dana (F)                                |
| Az USA 7. kongresszusa (1801–1803)  | Az USA 7. kongresszusa (1801–1803)  | Benjamin Tallmadge (F)                            | Calvin Goddard (F)                                | Elias Perkins (F)                                 | Roger Griswold (F)                                |                                                   | John Davenport (F)                                | Samuel W. Dana (F)                                |
| Az USA 8. kongresszusa (1803–1805)  | Az USA 8. kongresszusa (1803–1805)  | Benjamin Tallmadge (F)                            | Calvin Goddard (F)                                | Simeon Baldwin (F)                                | Roger Griswold (F)                                |                                                   | John Davenport (F)                                | Samuel W. Dana (F)                                |
| Az USA 9. kongresszusa (1805–1807)  | Az USA 9. kongresszusa (1805–1807)  | Benjamin Tallmadge (F)                            | Calvin Goddard (F)                                | Jonathan O. Moseley (F)                           | Roger Griswold (F)                                |                                                   | John Davenport (F)                                | Samuel W. Dana (F)                                |
| Az USA 9. kongresszusa (1805–1807)  | Az USA 9. kongresszusa (1805–1807)  | Benjamin Tallmadge (F)                            | Theodore Dwight (F)                               | Jonathan O. Moseley (F)                           | Timothy Pitkin (F)                                | Lewis B. Sturges (F)                              | John Davenport (F)                                | Samuel W. Dana (F)                                |
| Az USA 10. kongresszusa (1807–1809) | Az USA 10. kongresszusa (1807–1809) | Benjamin Tallmadge (F)                            | Epaphroditus Champion (F)                         | Jonathan O. Moseley (F)                           | Timothy Pitkin (F)                                | Lewis B. Sturges (F)                              | John Davenport (F)                                | Samuel W. Dana (F)                                |
| Az USA 11. kongresszusa (1809–1811) |                                     | Benjamin Tallmadge (F)                            | Epaphroditus Champion (F)                         | Jonathan O. Moseley (F)                           | Timothy Pitkin (F)                                | Lewis B. Sturges (F)                              | John Davenport (F)                                | Samuel W. Dana (F)                                |
|                                     | Ebenezer Huntington (F)             | Benjamin Tallmadge (F)                            | Epaphroditus Champion (F)                         | Jonathan O. Moseley (F)                           | Timothy Pitkin (F)                                | Lewis B. Sturges (F)                              | John Davenport (F)                                |                                                   |
| Az USA 12. kongresszusa (1811–1813) | Az USA 12. kongresszusa (1811–1813) | Benjamin Tallmadge (F)                            | Epaphroditus Champion (F)                         | Jonathan O. Moseley (F)                           | Timothy Pitkin (F)                                | Lewis B. Sturges (F)                              | John Davenport (F)                                | Lyman Law (F)                                     |
| Az USA 13. kongresszusa (1813–1815) |                                     | Benjamin Tallmadge (F)                            | Epaphroditus Champion (F)                         | Jonathan O. Moseley (F)                           | Timothy Pitkin (F)                                | Lewis B. Sturges (F)                              | John Davenport (F)                                | Lyman Law (F)                                     |
| Az USA 14. kongresszusa (1815–1817) |                                     | Benjamin Tallmadge (F)                            | Epaphroditus Champion (F)                         | Jonathan O. Moseley (F)                           | Timothy Pitkin (F)                                | Lewis B. Sturges (F)                              | John Davenport (F)                                | Lyman Law (F)                                     |
| Az USA 15. kongresszusa (1817–1819) |                                     | Thomas Scott Williams (F)                         | Uriel Holmes (F)                                  | Jonathan O. Moseley (F)                           | Timothy Pitkin (F)                                | Samuel B. Sherwood (F)                            | Nathaniel Terry (F)                               | Ebenezer Huntington (F)                           |
| Az USA 15. kongresszusa (1817–1819) | Sylvester Gilbert (D-R)             | Thomas Scott Williams (F)                         |                                                   | Jonathan O. Moseley (F)                           | Timothy Pitkin (F)                                | Samuel B. Sherwood (F)                            | Nathaniel Terry (F)                               | Ebenezer Huntington (F)                           |
| Az USA 16. kongresszusa (1819–1821) | Az USA 16. kongresszusa (1819–1821) | Gideon Tomlinson (D-R)                            | Samuel A. Foot (D-R)                              | Elisha Phelps (D-R)                               | John Russ (D-R)                                   | Jonathan O. Moseley (D-R)                         | James Stevens (D-R)                               | Henry W. Edwards (D-R)                            |
| Az USA 17. kongresszusa (1821–1823) | Az USA 17. kongresszusa (1821–1823) | Gideon Tomlinson (D-R)                            | Daniel Burrows (D-R)                              | Ansel Sterling (D-R)                              | John Russ (D-R)                                   | Noyes Barber (D-R)                                | Ebenezer Stoddard (D-R)                           | Henry W. Edwards (D-R)                            |
| Az USA 18. kongresszusa (1823–1825) | Az USA 18. kongresszusa (1823–1825) | Gideon Tomlinson (Adams-Clay D-R)                 | Lemuel Whitman (Adams-Clay D-R)                   | Ansel Sterling (Adams-Clay D-R)                   | Samuel A. Foot (Adams-Clay D-R)                   | Noyes Barber (Adams-Clay D-R)                     | Ebenezer Stoddard (Adams-Clay D-R)                |                                                   |
| Az USA 19. kongresszusa (1825–1827) | Az USA 19. kongresszusa (1825–1827) | Gideon Tomlinson (Anti-J)                         | John Baldwin (Anti-J)                             | Ralph I. Ingersoll (Anti-J)                       | Orange Merwin (Anti-J)                            | Noyes Barber (Anti-J)                             | Elisha Phelps (Anti-J)                            |                                                   |
| Az USA 20. kongresszusa (1827–1829) | Az USA 20. kongresszusa (1827–1829) | David Plant (Adams)                               | John Baldwin (Adams)                              | Ralph I. Ingersoll (Adams)                        | Orange Merwin (Adams)                             | Noyes Barber (Adams)                              | Elisha Phelps (Adams)                             |                                                   |
| Az USA 21. kongresszusa (1829–1831) | Az USA 21. kongresszusa (1829–1831) | William W. Ellsworth (Anti-J)                     | Jabez W. Huntington (Anti-J)                      | Ralph I. Ingersoll (Anti-J)                       | Ebenezer Young (Anti-J)                           | Noyes Barber (Anti-J)                             | William L. Storrs (Anti-J)                        |                                                   |
| Az USA 22. kongresszusa (1831–1833) |                                     | William W. Ellsworth (Anti-J)                     | Jabez W. Huntington (Anti-J)                      | Ralph I. Ingersoll (Anti-J)                       | Ebenezer Young (Anti-J)                           | Noyes Barber (Anti-J)                             | William L. Storrs (Anti-J)                        |                                                   |
| Az USA 23. kongresszusa (1833–1835) |                                     | William W. Ellsworth (Anti-J)                     | Jabez W. Huntington (Anti-J)                      | Samuel A. Foot (Anti-J)                           | Ebenezer Young (Anti-J)                           | Noyes Barber (Anti-J)                             | Samuel Tweedy (Anti-J)                            |                                                   |
| Az USA 23. kongresszusa (1833–1835) |                                     | Joseph Trumbull (Anti-J)                          | Phineas Miner (Anti-J)                            | Ebenezer Jackson, Jr. (Anti-J)                    | Ebenezer Young (Anti-J)                           | Noyes Barber (Anti-J)                             | Samuel Tweedy (Anti-J)                            |                                                   |
| Az USA 24. kongresszusa (1835–1837) |                                     | Elisha Haley (J)                                  | Samuel Ingham (J)                                 | Andrew T. Judson (J)                              | Lancelot Phelps (J)                               | Isaac Toucey (J)                                  | Zalmon Wildman (J)                                |                                                   |
| Az USA 24. kongresszusa (1835–1837) |                                     | Elisha Haley (J)                                  | Samuel Ingham (J)                                 | Orrin Holt (J)                                    | Lancelot Phelps (J)                               | Isaac Toucey (J)                                  | Thomas T. Whittlesey (J)                          |                                                   |

### Egyéni választási körzetek (1837-)
1837-től kongresszusi körzeteket hoztak létre, s a választások ez alapján történetek
| Kongresszus                                | Kongresszus                                | Körzet                   | Körzet                        | Körzet                        | Körzet                       | Körzet                          | Körzet                   |
| Kongresszus                                | Kongresszus                                | 1. körzet                | 2. körzet                     | 3. körzet                     | 4. körzet                    | 5. körzet                       | 6. körzet                |
| ------------------------------------------ | ------------------------------------------ | ------------------------ | ----------------------------- | ----------------------------- | ---------------------------- | ------------------------------- | ------------------------ |
| Az USA Az USA 25. kongresszusa (1837–1839) | Az USA Az USA 25. kongresszusa (1837–1839) | Isaac Toucey (D)         | Samuel Ingham (D)             | Elisha Haley (D)              | Thomas T. Whittlesey (D)     | Lancelot Phelps (D)             | Orrin Holt (D)           |
| Az USA 26. kongresszusa (1839–1841)        |                                            | Joseph Trumbull (W)      | William L. Storrs (W)         | Thomas W. Williams (W)        | Thomas B. Osborne (W)        | Truman Smith (W)                | John H. Brockway (W)     |
| Az USA 26. kongresszusa (1839–1841)        | William W. Boardman (W)                    | Joseph Trumbull (W)      |                               | Thomas W. Williams (W)        | Thomas B. Osborne (W)        | Truman Smith (W)                | John H. Brockway (W)     |
| Az USA 27. kongresszusa (1841–1843)        |                                            | Joseph Trumbull (W)      |                               | Thomas W. Williams (W)        | Thomas B. Osborne (W)        | Truman Smith (W)                | John H. Brockway (W)     |
| Az USA 28. kongresszusa (1843–1845)        | Az USA 28. kongresszusa (1843–1845)        | Thomas H. Seymour (D)    | John Stewart (D)              | George S. Catlin (D)          | Samuel Simons (D)            |                                 |                          |
| Az USA 29. kongresszusa (1845–1847)        | Az USA 29. kongresszusa (1845–1847)        | James Dixon (W)          | Samuel Dickinson Hubbard (W)  | John A. Rockwell (W)          | Truman Smith (W)             |                                 |                          |
| Az USA 30. kongresszusa (1847–1849)        |                                            | James Dixon (W)          | Samuel Dickinson Hubbard (W)  | John A. Rockwell (W)          | Truman Smith (W)             |                                 |                          |
| Az USA 31. kongresszusa (1849–1851)        | Az USA 31. kongresszusa (1849–1851)        | Loren P. Waldo (D)       | Walter Booth (FS)             | Chauncey F. Cleveland (D)     | Thomas B. Butler (W)         |                                 |                          |
| Az USA 32. kongresszusa (1851–1853)        | Az USA 32. kongresszusa (1851–1853)        | Charles Chapman (W)      | Colin M. Ingersoll (D)        | Chauncey F. Cleveland (D)     | Origen S. Seymour (D)        |                                 |                          |
| Az USA 33. kongresszusa (1853–1855)        | Az USA 33. kongresszusa (1853–1855)        | James T. Pratt (D)       | Colin M. Ingersoll (D)        | Nathan Belcher (D)            | Origen S. Seymour (D)        |                                 |                          |
| Az USA 34. kongresszusa (1855–1857)        | Az USA 34. kongresszusa (1855–1857)        | Ezra Clark, Jr. (K-N)    | John Woodruff (K-N)           | Sidney Dean (K-N)             | William W. Welch (K-N)       |                                 |                          |
| Az USA 35. kongresszusa (1857–1859)        | Az USA 35. kongresszusa (1857–1859)        | Ezra Clark, Jr. (R)      | Samuel Arnold (D)             | Sidney Dean (R)               | William D. Bishop (D)        |                                 |                          |
| Az USA 36. kongresszusa (1859–1861)        | Az USA 36. kongresszusa (1859–1861)        | Dwight Loomis (R)        | John Woodruff (R)             | Alfred A. Burnham (R)         | Orris S. Ferry (R)           |                                 |                          |
| Az USA 37. kongresszusa (1861–1863)        | Az USA 37. kongresszusa (1861–1863)        | Dwight Loomis (R)        | James E. English (D)          | Alfred A. Burnham (R)         | George C. Woodruff (D)       |                                 |                          |
| Az USA 38. kongresszusa (1863–1865)        | Az USA 38. kongresszusa (1863–1865)        | Henry C. Deming (R)      | James E. English (D)          | Augustus Brandegee (R)        | John Henry Hubbard (R)       |                                 |                          |
| Az USA 39. kongresszusa (1865–1867)        | Az USA 39. kongresszusa (1865–1867)        | Henry C. Deming (R)      | Samuel L. Warner (R)          | Augustus Brandegee (R)        | John Henry Hubbard (R)       |                                 |                          |
| Az USA 40. kongresszusa (1867–1869)        | Az USA 40. kongresszusa (1867–1869)        | Richard D. Hubbard (R)   | Julius Hotchkiss (D)          | Henry H. Starkweather (R)     | William H. Barnum (D)        |                                 |                          |
| Az USA 41. kongresszusa (1869–1871)        | Az USA 41. kongresszusa (1869–1871)        | Julius L. Strong (R)     | Stephen W. Kellogg (R)        | Henry H. Starkweather (R)     | William H. Barnum (D)        |                                 |                          |
| Az USA 42. kongresszusa (1871–1873)        |                                            | Julius L. Strong (R)     | Stephen W. Kellogg (R)        | Henry H. Starkweather (R)     | William H. Barnum (D)        |                                 |                          |
|                                            | Joseph R. Hawley (R)                       |                          | Stephen W. Kellogg (R)        | Henry H. Starkweather (R)     | William H. Barnum (D)        |                                 |                          |
| Az USA 43. kongresszusa (1873–1875)        |                                            |                          | Stephen W. Kellogg (R)        | Henry H. Starkweather (R)     | William H. Barnum (D)        |                                 |                          |
| Az USA 44. kongresszusa (1875–1877)        |                                            | George M. Landers (D)    | James Phelps (D)              | Henry H. Starkweather (R)     | William H. Barnum (D)        |                                 |                          |
| Az USA 44. kongresszusa (1875–1877)        |                                            | George M. Landers (D)    | James Phelps (D)              | John T. Wait (R)              | Levi Warner (D)              |                                 |                          |
| Az USA 45. kongresszusa (1877–1879)        |                                            | George M. Landers (D)    | James Phelps (D)              | John T. Wait (R)              | Levi Warner (D)              |                                 |                          |
| Az USA 46. kongresszusa (1879–1881)        | Az USA 46. kongresszusa (1879–1881)        | Joseph R. Hawley (R)     | James Phelps (D)              | John T. Wait (R)              | Frederick Miles (R)          |                                 |                          |
| Az USA 47. kongresszusa (1881–1883)        | Az USA 47. kongresszusa (1881–1883)        | John R. Buck (R)         | James Phelps (D)              | John T. Wait (R)              | Frederick Miles (R)          |                                 |                          |
| Az USA 48. kongresszusa (1883–1885)        | Az USA 48. kongresszusa (1883–1885)        | William W. Eaton (D)     | Charles Le Moyne Mitchell (D) | John T. Wait (R)              | Edward W. Seymour (D)        |                                 |                          |
| Az USA 49. kongresszusa (1885–1887)        | Az USA 49. kongresszusa (1885–1887)        | John R. Buck (R)         | Charles Le Moyne Mitchell (D) | John T. Wait (R)              | Edward W. Seymour (D)        |                                 |                          |
| Az USA 50. kongresszusa (1887–1889)        | Az USA 50. kongresszusa (1887–1889)        | Robert J. Vance (D)      | Carlos French (D)             | Charles A. Russell (R)        | Miles T. Granger (D)         |                                 |                          |
| Az USA 51. kongresszusa (1889–1891)        | Az USA 51. kongresszusa (1889–1891)        | William E. Simonds (R)   | Washington F. Willcox (D)     | Charles A. Russell (R)        | Frederick Miles (R)          |                                 |                          |
| Az USA 52. kongresszusa (1891–1893)        | Az USA 52. kongresszusa (1891–1893)        | Lewis Sperry (D)         | Washington F. Willcox (D)     | Charles A. Russell (R)        | Robert E. De Forest (D)      |                                 |                          |
| Az USA 53. kongresszusa (1893–1895)        | Az USA 53. kongresszusa (1893–1895)        | Lewis Sperry (D)         | James P. Pigott (D)           | Charles A. Russell (R)        | Robert E. De Forest (D)      |                                 |                          |
| Az USA 54. kongresszusa (1895–1897)        | Az USA 54. kongresszusa (1895–1897)        | E. Stevens Henry (R)     | Nehemiah D. Sperry (R)        | Charles A. Russell (R)        | Ebenezer J. Hill (R)         |                                 |                          |
| Az USA 55. kongresszusa (1897–1899)        |                                            | E. Stevens Henry (R)     | Nehemiah D. Sperry (R)        | Charles A. Russell (R)        | Ebenezer J. Hill (R)         |                                 |                          |
| Az USA 56. kongresszusa (1899–1901)        |                                            | E. Stevens Henry (R)     | Nehemiah D. Sperry (R)        | Charles A. Russell (R)        | Ebenezer J. Hill (R)         |                                 |                          |
| Az USA 57. kongresszusa (1901–1903)        |                                            | E. Stevens Henry (R)     | Nehemiah D. Sperry (R)        | Charles A. Russell (R)        | Ebenezer J. Hill (R)         |                                 |                          |
|                                            | Frank B. Brandegee (R)                     | E. Stevens Henry (R)     | Nehemiah D. Sperry (R)        |                               | Ebenezer J. Hill (R)         |                                 |                          |
| Az USA 58. kongresszusa (1903–1905)        |                                            | E. Stevens Henry (R)     | Nehemiah D. Sperry (R)        | Állami szinten kiosztott hely | Ebenezer J. Hill (R)         |                                 |                          |
| Az USA 58. kongresszusa (1903–1905)        | George L. Lilley (R)                       | E. Stevens Henry (R)     | Nehemiah D. Sperry (R)        |                               | Ebenezer J. Hill (R)         |                                 |                          |
| Az USA 59. kongresszusa (1905–1907)        |                                            | E. Stevens Henry (R)     | Nehemiah D. Sperry (R)        |                               | Ebenezer J. Hill (R)         |                                 |                          |
|                                            | Edwin W. Higgins (R)                       | E. Stevens Henry (R)     | Nehemiah D. Sperry (R)        |                               | Ebenezer J. Hill (R)         |                                 |                          |
| Az USA 60. kongresszusa (1907–1909)        |                                            | E. Stevens Henry (R)     | Nehemiah D. Sperry (R)        |                               | Ebenezer J. Hill (R)         |                                 |                          |
| Az USA 61. kongresszusa (1909–1911)        | Az USA 61. kongresszusa (1909–1911)        | E. Stevens Henry (R)     | Nehemiah D. Sperry (R)        | John Q. Tilson (R)            | Ebenezer J. Hill (R)         |                                 |                          |
| Az USA 62. kongresszusa (1911–1913)        | Az USA 62. kongresszusa (1911–1913)        | E. Stevens Henry (R)     | Thomas L. Reilly (D)          | John Q. Tilson (R)            | Ebenezer J. Hill (R)         |                                 |                          |
|                                            |                                            | 1. körzet                | 2. körzet                     | 3. körzet                     | 4. körzet                    | 5. körzet                       |                          |
| Az USA 63. kongresszusa (1913–1915)        | Az USA 63. kongresszusa (1913–1915)        | Augustine Lonergan (D)   | Bryan F. Mahan (D)            | Thomas L. Reilly (D)          | Jeremiah Donovan (D)         | William Kennedy (D)             |                          |
| Az USA 64. kongresszusa (1915–1917)        | Az USA 64. kongresszusa (1915–1917)        | P. Davis Oakey (R)       | Richard P. Freeman (R)        | John Q. Tilson (R)            | Ebenezer J. Hill (R)         | James P. Glynn (R)              |                          |
| Az USA 65. kongresszusa (1917–1919)        |                                            | Augustine Lonergan (D)   | Richard P. Freeman (R)        | John Q. Tilson (R)            | Ebenezer J. Hill (R)         | James P. Glynn (R)              |                          |
| Az USA 65. kongresszusa (1917–1919)        | Schuyler Merritt (R)                       | Augustine Lonergan (D)   | Richard P. Freeman (R)        | John Q. Tilson (R)            |                              | James P. Glynn (R)              |                          |
| Az USA 66. kongresszusa (1919–1921)        |                                            | Augustine Lonergan (D)   | Richard P. Freeman (R)        | John Q. Tilson (R)            |                              | James P. Glynn (R)              |                          |
| Az USA 67. kongresszusa (1921–1923)        | Az USA 67. kongresszusa (1921–1923)        | E. Hart Fenn (R)         | Richard P. Freeman (R)        | John Q. Tilson (R)            |                              | James P. Glynn (R)              |                          |
| Az USA 68. kongresszusa (1923–1925)        | Az USA 68. kongresszusa (1923–1925)        | E. Hart Fenn (R)         | Richard P. Freeman (R)        | John Q. Tilson (R)            | Patrick B. O'Sullivan (D)    |                                 |                          |
| Az USA 69. kongresszusa (1925–1927)        | Az USA 69. kongresszusa (1925–1927)        | E. Hart Fenn (R)         | Richard P. Freeman (R)        | John Q. Tilson (R)            | James P. Glynn (R)           |                                 |                          |
| Az USA 70. kongresszusa (1927–1929)        |                                            | E. Hart Fenn (R)         | Richard P. Freeman (R)        | John Q. Tilson (R)            | James P. Glynn (R)           |                                 |                          |
| Az USA 71. kongresszusa (1929–1931)        |                                            | E. Hart Fenn (R)         | Richard P. Freeman (R)        | John Q. Tilson (R)            | James P. Glynn (R)           |                                 |                          |
|                                            | Edward W. Goss (R)                         | E. Hart Fenn (R)         | Richard P. Freeman (R)        | John Q. Tilson (R)            |                              |                                 |                          |
| Az USA 72. kongresszusa (1931–1933)        | Az USA 72. kongresszusa (1931–1933)        | Augustine Lonergan (D)   | Richard P. Freeman (R)        | John Q. Tilson (R)            | William L. Tierney (D)       |                                 |                          |
| Az USA 73. kongresszusa (1933–1935)        |                                            | Herman P. Kopplemann (D) | William L. Higgins (R)        | Francis T. Maloney (D)        | Schuyler Merritt (R)         | Állami szinten kiosztott körzet |                          |
| Az USA 73. kongresszusa (1933–1935)        | Charles M. Bakewell (R)                    | Herman P. Kopplemann (D) | William L. Higgins (R)        | Francis T. Maloney (D)        | Schuyler Merritt (R)         |                                 |                          |
| Az USA 74. kongresszusa (1935–1937)        | Az USA 74. kongresszusa (1935–1937)        | Herman P. Kopplemann (D) | William L. Higgins (R)        | James A. Shanley (D)          | Schuyler Merritt (R)         | J. Joseph Smith (D)             | William M. Citron (D)    |
| Az USA 75. kongresszusa (1937–1939)        | Az USA 75. kongresszusa (1937–1939)        | Herman P. Kopplemann (D) | William J. Fitzgerald (D)     | James A. Shanley (D)          | Alfred N. Phillips (D)       | J. Joseph Smith (D)             | William M. Citron (D)    |
| Az USA 76. kongresszusa (1939–1941)        | Az USA 76. kongresszusa (1939–1941)        | William J. Miller (R)    | Thomas R. Ball (R)            | James A. Shanley (D)          | Albert E. Austin (R)         | J. Joseph Smith (D)             | B. J. Monkiewicz (R)     |
| Az USA 77. kongresszusa (1941–1943)        |                                            | Herman P. Kopplemann (D) | William J. Fitzgerald (D)     | James A. Shanley (D)          | Le Roy D. Downs (D)          | J. Joseph Smith (D)             | Lucien J. Maciora (D)    |
| Az USA 77. kongresszusa (1941–1943)        | Joseph E. Talbot (R)                       | Herman P. Kopplemann (D) | William J. Fitzgerald (D)     | James A. Shanley (D)          | Le Roy D. Downs (D)          |                                 | Lucien J. Maciora (D)    |
| Az USA 78. kongresszusa (1943–1945)        | Az USA 78. kongresszusa (1943–1945)        | William J. Miller (R)    | John D. McWilliams (R)        | Ranulf Compton (R)            | Clare B. Luce (R)            | B. J. Monkiewicz (R)            |                          |
| Az USA 79. kongresszusa (1945–1947)        | Az USA 79. kongresszusa (1945–1947)        | Herman P. Kopplemann (D) | Chase G. Woodhouse (D)        | James P. Geelan (D)           | Clare B. Luce (R)            | Joseph F. Ryter (D)             |                          |
| Az USA 80. kongresszusa (1947–1949)        | Az USA 80. kongresszusa (1947–1949)        | William J. Miller (R)    | Horace Seely-Brown, Jr. (R)   | Ellsworth B. Foote (R)        | John D. Lodge (R)            | James T. Patterson (R)          | Antoni N. Sadlak (R)     |
| Az USA 81st (1949–1951)                    | Az USA 81st (1949–1951)                    | Abraham A. Ribicoff (D)  | Chase G. Woodhouse (D)        | John A. McGuire (D)           | John D. Lodge (R)            | James T. Patterson (R)          | Antoni N. Sadlak (R)     |
| Az USA 82. kongresszusa (1951–1953)        | Az USA 82. kongresszusa (1951–1953)        | Abraham A. Ribicoff (D)  | Horace Seely-Brown, Jr. (R)   | John A. McGuire (D)           | Albert P. Morano (R)         | James T. Patterson (R)          | Antoni N. Sadlak (R)     |
| Az USA 83. kongresszusa (1953–1955)        | Az USA 83. kongresszusa (1953–1955)        | Thomas J. Dodd (D)       | Horace Seely-Brown, Jr. (R)   | Albert W. Cretella (R)        | Albert P. Morano (R)         | James T. Patterson (R)          | Antoni N. Sadlak (R)     |
| Az USA 84. kongresszusa (1955–1957)        |                                            | Thomas J. Dodd (D)       | Horace Seely-Brown, Jr. (R)   | Albert W. Cretella (R)        | Albert P. Morano (R)         | James T. Patterson (R)          | Antoni N. Sadlak (R)     |
| Az USA 85. kongresszusa (1957–1959)        | Az USA 85. kongresszusa (1957–1959)        | Edwin H. May, Jr. (R)    | Horace Seely-Brown, Jr. (R)   | Albert W. Cretella (R)        | Albert P. Morano (R)         | James T. Patterson (R)          | Antoni N. Sadlak (R)     |
| Az USA 86. kongresszusa (1959–1961)        | Az USA 86. kongresszusa (1959–1961)        | Emilio Q. Daddario (D)   | Chester Bowles (D)            | Robert N. Giaimo (D)          | Donald J. Irwin (D)          | John S. Monagan (D)             | Frank Kowalski (D)       |
| Az USA 87. kongresszusa (1961–1963)        | Az USA 87. kongresszusa (1961–1963)        | Emilio Q. Daddario (D)   | Horace Seely-Brown, Jr. (R)   | Robert N. Giaimo (D)          | Abner W. Sibal (R)           | John S. Monagan (D)             | Frank Kowalski (D)       |
| Az USA 88. kongresszusa (1963–1965)        | Az USA 88. kongresszusa (1963–1965)        | Emilio Q. Daddario (D)   | William L. St. Onge (D)       | Robert N. Giaimo (D)          | Abner W. Sibal (R)           | John S. Monagan (D)             | Bernard F. Grabowski (D) |
| Az USA 89. kongresszusa (1965–1967)        |                                            | Emilio Q. Daddario (D)   | William L. St. Onge (D)       | Robert N. Giaimo (D)          | Donald J. Irwin (D)          | John S. Monagan (D)             | 6. körzet                |
| Az USA 89. kongresszusa (1965–1967)        | Bernard F. Grabowski (D)                   | Emilio Q. Daddario (D)   | William L. St. Onge (D)       | Robert N. Giaimo (D)          | Donald J. Irwin (D)          | John S. Monagan (D)             |                          |
| Az USA 90. kongresszusa (1967–1969)        | Az USA 90. kongresszusa (1967–1969)        | Emilio Q. Daddario (D)   | William L. St. Onge (D)       | Robert N. Giaimo (D)          | Donald J. Irwin (D)          | John S. Monagan (D)             | Thomas J. Meskill (R)    |
| Az USA 91. kongresszusa (1969–1971)        |                                            | Emilio Q. Daddario (D)   | William L. St. Onge (D)       | Robert N. Giaimo (D)          | Lowell P. Weicker, Jr. (R)   | John S. Monagan (D)             | Thomas J. Meskill (R)    |
| Az USA 91. kongresszusa (1969–1971)        | Robert H. Steele (R)                       | Emilio Q. Daddario (D)   |                               | Robert N. Giaimo (D)          | Lowell P. Weicker, Jr. (R)   | John S. Monagan (D)             | Thomas J. Meskill (R)    |
| Az USA 92. kongresszusa (1971–1973)        | Az USA 92. kongresszusa (1971–1973)        | William R. Cotter (D)    | Stewart McKinney (R)          | Robert N. Giaimo (D)          | Ella T. Grasso (D)           | John S. Monagan (D)             |                          |
| Az USA 93. kongresszusa (1973–1975)        | Az USA 93. kongresszusa (1973–1975)        | William R. Cotter (D)    | Stewart McKinney (R)          | Robert N. Giaimo (D)          | Ella T. Grasso (D)           | Ronald A. Sarasin (R)           |                          |
| Az USA 94. kongresszusa (1975–1977)        | Az USA 94. kongresszusa (1975–1977)        | William R. Cotter (D)    | Stewart McKinney (R)          | Robert N. Giaimo (D)          | Christopher Dodd (D)         | Ronald A. Sarasin (R)           | Toby Moffett (D)         |
| Az USA 95. kongresszusa (1977–1979)        |                                            | William R. Cotter (D)    | Stewart McKinney (R)          | Robert N. Giaimo (D)          | Christopher Dodd (D)         | Ronald A. Sarasin (R)           | Toby Moffett (D)         |
| Az USA 96. kongresszusa (1979–1981)        | Az USA 96. kongresszusa (1979–1981)        | William R. Cotter (D)    | Stewart McKinney (R)          | Robert N. Giaimo (D)          | Christopher Dodd (D)         | William R. Ratchford (D)        | Toby Moffett (D)         |
| Az USA 97. kongresszusa (1981–1983)        |                                            | William R. Cotter (D)    | Stewart McKinney (R)          | Sam Gejdenson (D)             | Lawrence Joseph DeNardis (R) | William R. Ratchford (D)        | Toby Moffett (D)         |
| Az USA 97. kongresszusa (1981–1983)        | Barbara B. Kennelly (D)                    |                          | Stewart McKinney (R)          | Sam Gejdenson (D)             | Lawrence Joseph DeNardis (R) | William R. Ratchford (D)        | Toby Moffett (D)         |
| Az USA 98. kongresszusa (1983–1985)        | Az USA 98. kongresszusa (1983–1985)        | Bruce Morrison (D)       | Stewart McKinney (R)          | Sam Gejdenson (D)             | Nancy L. Johnson (R)         | William R. Ratchford (D)        |                          |
| Az USA 99. kongresszusa (1985–1987)        | Az USA 99. kongresszusa (1985–1987)        | Bruce Morrison (D)       | Stewart McKinney (R)          | Sam Gejdenson (D)             | Nancy L. Johnson (R)         | John G. Rowland (R)             |                          |
| Az USA 100. kongresszusa (1987–1989)       |                                            | Bruce Morrison (D)       | Stewart McKinney (R)          | Sam Gejdenson (D)             | Nancy L. Johnson (R)         | John G. Rowland (R)             |                          |
|                                            | Christopher Shays (R)                      | Bruce Morrison (D)       |                               | Sam Gejdenson (D)             | Nancy L. Johnson (R)         | John G. Rowland (R)             |                          |
| Az USA 101. kongresszusa (1989–1991)       |                                            | Bruce Morrison (D)       |                               | Sam Gejdenson (D)             | Nancy L. Johnson (R)         | John G. Rowland (R)             |                          |
| Az USA 102. kongresszusa (1991–1993)       | Az USA 102. kongresszusa (1991–1993)       | Rosa L. DeLauro (D)      | Gary Franks (R)               | Sam Gejdenson (D)             | Nancy L. Johnson (R)         |                                 |                          |
| Az USA 103. kongresszusa (1993–1995)       |                                            | Rosa L. DeLauro (D)      | Gary Franks (R)               | Sam Gejdenson (D)             | Nancy L. Johnson (R)         |                                 |                          |
| Az USA 104. kongresszusa (1995–1997)       |                                            | Rosa L. DeLauro (D)      | Gary Franks (R)               | Sam Gejdenson (D)             | Nancy L. Johnson (R)         |                                 |                          |
| Az USA 105. kongresszusa (1997–1999)       | Az USA 105. kongresszusa (1997–1999)       | Rosa L. DeLauro (D)      | James H. Maloney (D)          | Sam Gejdenson (D)             | Nancy L. Johnson (R)         |                                 |                          |
| Az USA 106. kongresszusa (1999–2001)       | Az USA 106. kongresszusa (1999–2001)       | Rosa L. DeLauro (D)      | James H. Maloney (D)          | Sam Gejdenson (D)             | Nancy L. Johnson (R)         | John B. Larson (D)              |                          |
| Az USA 107. kongresszusa (2001–2003)       | Az USA 107. kongresszusa (2001–2003)       | Rosa L. DeLauro (D)      | James H. Maloney (D)          | Rob Simmons (R)               | Nancy L. Johnson (R)         | John B. Larson (D)              |                          |
| Az USA 108. kongresszusa (2003–2005)       | Az USA 108. kongresszusa (2003–2005)       | Rosa L. DeLauro (D)      | Nancy L. Johnson (R)          | Rob Simmons (R)               |                              | John B. Larson (D)              |                          |
| Az USA 109. kongresszusa (2005–2007)       |                                            | Rosa L. DeLauro (D)      | Nancy L. Johnson (R)          | Rob Simmons (R)               |                              | John B. Larson (D)              |                          |
| Az USA 110. kongresszusa (2007–2009)       | Az USA 110. kongresszusa (2007–2009)       | Rosa L. DeLauro (D)      | Joe Courtney (D)              | Chris Murphy (D)              |                              | John B. Larson (D)              |                          |
| Az USA 111. kongresszusa (2009–2011)       | Az USA 111. kongresszusa (2009–2011)       | Rosa L. DeLauro (D)      | Joe Courtney (D)              | Chris Murphy (D)              | Jim Himes (D)                | John B. Larson (D)              |                          |
| Az USA 112. kongresszusa (2011–2013)       |                                            | Rosa L. DeLauro (D)      | Joe Courtney (D)              | Chris Murphy (D)              | Jim Himes (D)                | John B. Larson (D)              |                          |
| Az USA 113. kongresszusa (2013–2015)       | Az USA 113. kongresszusa (2013–2015)       | Rosa L. DeLauro (D)      | Joe Courtney (D)              | Elizabeth Esty (D)            | Jim Himes (D)                | John B. Larson (D)              |                          |
| Az USA 114. kongresszusa (2015–2017)       |                                            | Rosa L. DeLauro (D)      | Joe Courtney (D)              | Elizabeth Esty (D)            | Jim Himes (D)                | John B. Larson (D)              |                          |

## Jelmagyarázat
| Know Nothing (Amerika-párt) (K-N)                  |
| Jackson-ellenes (Anti-J)–Nemzeti Republikánus (NR) |
| Adminisztráció-ellenes (Anti-Admin)                |
| Kőműves-ellenesek (Anti-M)                         |
| Konzervatív (Con)                                  |
| Demokrata (D)                                      |
| Dixiecrat–Államjog (SR)                            |
| Demokrata-Republikánus Párt (D-R)                  |
| Demokrata–Gazda–Munkáspárt (FL)                    |
| Föderalista (F)                                    |

| Szabad Demokrata (FS) |
| Ingyen Ezüst (FSv)    |
| Egyesülés (FU)        |
| Zöldhasú (GB)         |
| Zöld Párt (G)         |
| Jacksonian (J)        |
| Pártatlan Liga (NPL)  |
| Nullifier (N)         |
| Ellenzék (O)          |
| Populista (Pop)       |

| Adminisztráció-párti (Pro-Admin) |
| Progresszív (Prog)               |
| Szesztilalom (Proh)              |
| Helyreállító (Rea)               |
| Republikánus Párt (R)            |
| Szocialista (Soc)                |
| Unionista (U)                    |
| Whig (W)                         |
| Libertárius (L)                  |
| Függetlenek (I)                  |

## Életben lévő volt szenátorok
| Képviselő         | Hivatali idő | Osztály | Születési idő és életkor    |
| ----------------- | ------------ | ------- | --------------------------- |
| Lowell P. Weicker | 1971–1989    | 1       | 1931. május 16. (93 éves)   |
| Chris Dodd        | 1981–2011    | 3       | 1944. május 27. (80 éves)   |
| Joe Lieberman     | 1989–2013    | 1       | 1942. február 24. (83 éves) |

## Életben lévő volt képviselők
| Képviselő              | Hivatali idő | Születési dátum és életkor     |
| ---------------------- | ------------ | ------------------------------ |
| Bernard F. Grabowski   | 1963–1967    | 1923. június 11. (101 éves)    |
| Lowell P. Weicker, Jr. | 1969–1971    | 1931. május 16. (93 éves)      |
| Robert H. Steele       | 1970–1975    | 1938. november 3. (86 éves)    |
| Ronald A. Sarasin      | 1973–1979    | 1934. december 31. (90 éves)   |
| Chris Dodd             | 1975–1981    | 1944. május 27. (80 éves)      |
| Toby Moffett           | 1975–1983    | 1944. augusztus 18. (80 éves)  |
| Lawrence J. DeNardis   | 1981–1983    | 1938. március 18. (87 éves)    |
| Sam Gejdenson          | 1981–2001    | 1948. május 20. (76 éves)      |
| Barbara B. Kennelly    | 1982–1999    | 1936. július 10. (88 éves)     |
| Bruce Morrison         | 1983–1991    | 1944. október 8. (80 éves)     |
| Nancy Johnson          | 1983–2007    | 1935. január 5. (90 éves)      |
| John G. Rowland        | 1985–1991    | 1957. május 24. (67 éves)      |
| Chris Shays            | 1987–2009    | 1945. október 18. (79 éves)    |
| Gary Franks            | 1991–1997    | 1953. február 9. (72 éves)     |
| James H. Maloney       | 1997–2003    | 1948. szeptember 17. (76 éves) |
| Rob Simmons            | 2001–2007    | 1943. február 11. (82 éves)    |
| Chris Murphy           | 2007–2013    | 1973. augusztus 3. (51 éves)   |